# Förenade Metodistkyrkan
Förenade Metodistkyrkan (United Methodist Church, förk. UMC) är med sina 10 miljoner medlemmar den största kyrkan inom det Metodistiska Världsrådet.
Samfundet har sitt starkaste fäste i USA, och utmärker sig genom ett episkopalt styrelseskick. 
Kyrkan har 68 biskopar (2005), av vilka ett flertal kvinnor. 
Förenade Metodistkyrkan bildades den 23 april 1968 i Dallas, USA, när Metodistkyrkan i USA och Evangeliska Förenade Brödrakyrkan slogs samman och bildade ett nytt kyrkosamfund. De två kyrkorna hade båda rötter i religiösa väckelser i Europa på 1700-talet. Metodismen härstammade från engelska och  Brödrakyrkan från tyska immigranter.
Kyrkans högsta beslutande organ är generalkonferensen, som samlas vart fjärde år. 
Denna utser ett världsmetodistråd, vars ledamöter den 18 juli 2006 enhälligt röstade för att ansluta sig till den deklaration som Lutherska världsförbundet och Vatikanen ingått 1999. Detta historiska beslut manifesterades genom att en luthersk biskop predikade vid en av gudstjänsterna under generalkonferensen i Fort Worth, Texas, USA, den 23 april - 2 maj 2008.

## I Europa
Förenade Metodistkyrkan har omkring 110 000 medlemmar i Europa, bland dem också metodisterna i Sverige. 
Kyrkans största anslutning finns i Tyskland med 63 000, Schweiz med 14 000 och Norge med 13 000 medlemmar. 
Kyrkan är indelad i fyra regionala biskopsområden:  
- Nordeuropa, omfattande Norden och Baltikum. Biskop är Christian Alsted med säte i Köpenhamn.

- Ryssland och Eurasien, omfattande bland annat Ryssland, Ukraina och Moldavien. Biskop är Eduard Khegay med säte i Moskva.

- Central- och Sydeuropa omfattar 14 länder, bland dem  Schweiz, Polen, länder på Balkanhalvön och i Nordafrika. Sedan år 2006 är Patrick Streiff biskop. Biskopssätet är i Zürich.

- Tyskland. Sedan år 2017 är Harald Rückert biskop. Biskopssätet är i Frankfurt am Main.